# De zelo et livore
De zelo et livore è un'opera scritta nel 256 da Tascio Cecilio Cipriano, padre della Chiesa: in essa l'autore tratta i peccati dell'invidia e della gelosia, ritenuti causa e fonte di numerosi altri peccati (come l'ambizione, l'avarizia, l'odio).
Secondo san Cipriano, invidia (zelus) e gelosia (livor) erano facilmente sottovalutati dalla gente e creavano un serio rischio per la pace e l'unità della Chiesa.
| Controllo di autorità | VIAF (EN) 211740376 · J9U (EN, HE) 987007383246605171 |